# Alboloduy
Alboloduy es una localidad y municipio español de la provincia de Almería, en la comunidad autónoma de Andalucía, situado en la comarca de la Alpujarra Almeriense, en el Medio Andarax-Bajo Nacimiento y a 34 km de la capital provincial, Almería. Su término municipal tiene una superficie de 70 km² y en el año 2017 contaba con 610 habitantes (INE).  
El municipio alboloduyense comprende los núcleos de población de Alboloduy —capital municipal— y Las Alcubillas Altas.
Gran parte de su término lo ocupa el parque nacional y natural de Sierra Nevada.

## Toponimia
El nombre de Alboloduy tiene sus raíces en la alquería de Bolodud, de la época de la Taha de Alboloduy.

## Geografía física

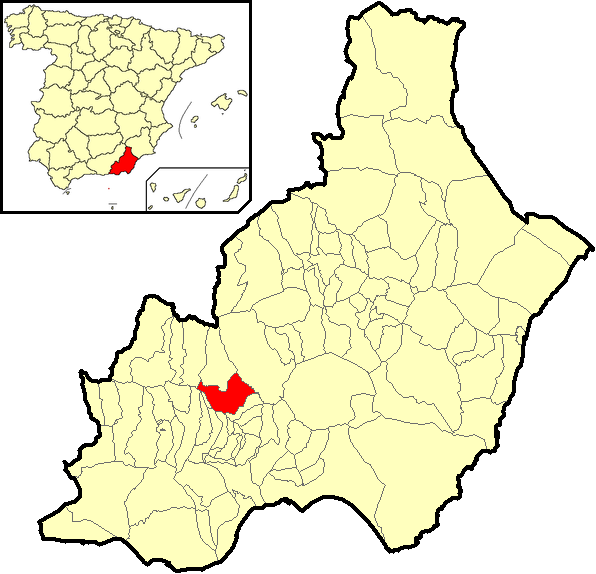
Extensión del municipio en la provincia de Almería

### Situación
Integrado en la comarca de la Alpujarra Almeriense, se encuentra situado a 33 kilómetros de la capital provincial, a 127 de Granada, a 183 de Jaén y a 232 de Murcia. El término municipal está atravesado por la carretera A-1075, que conecta la A-348 en Huéchar con la A-92 en Los Navarros.
| Noroeste: Las Tres Villas       | Norte: Nacimiento           | Nordeste: Gérgal                      |
| Oeste: Canjáyar, Rágol, Alsodux |                             | Este: Gérgal y Santa Cruz de Marchena |
| Suroeste: Instinción e Íllar    | Sur: Santa Cruz de Marchena | Sureste: Santa Cruz de Marchena       |

### Relieve e hidrografía
La localidad Alboloduy se encuentra situado en la margen derecha del río Nacimiento, a 383 m s. n. m. 
La orografía del municipio es complicada, se encuentra constreñido por el río Nacimiento, el Peñón del Moro, el Gamonal y el cerro de la Ermita. El río Nacimiento separa los dos macizos más importantes del municipio. En la margen derecha se encuentra el Montenegro, cuyo pico más alto es el Galayo (1715 m s. n. m.), también destacan el Taracín (702 m s. n. m.) y la Loma de la Guardia (702 m s. n. m.), por cuyas laderas discurre el barranco de los Catalanes que al desembocar en el río forma uno de los parajes naturales más bellos de la zona. En la margen izquierda se sitúa el macizo del Mencal, cuyo pico más alto es la cruz del Mencal (933 m s. n. m.).

### Riesgos naturales
El municipio de Alboloduy todavía no cuenta con un PTEL que cumpla con la Ley 5/2010 sobre autonomía local.

## Naturaleza

### Zonas protegidas
Ubicado en la ladera este de Sierra Nevada, el término municipal de Alboloduy cubre parte tanto del Parque Natural de Sierra Nevada; como del Parque Nacional de Sierra Nevada, ocupando este último un 10,64% del total municipal.

## Geografía humana

### Organización territorial
Además de la cabecera municipal, Alboloduy cuenta también con una entidad de población según el nomenclátor publicado por el Instituto Nacional de Estadística: Las Alcubillas Altas.
Se distribuyen de la siguiente manera:
| Unidad poblacional   | Hab. |
| -------------------- | ---- |
| Alboloduy            | 560  |
| Las Alcubillas Altas | 36   |
| TOTAL                | 596  |

### Demografía
Cuenta con una población de 585 habitantes (INE 2024).
| Gráfica de evolución demográfica de Alboloduy entre 1842 y 2021                                                       |
| |
| Población de derecho según los censos de población del INE. Población de hecho según los censos de población del INE. |

### Comunicaciones

#### Carreteras
Las principales vías de comunicación que transcurren por el municipio son:
| Identificador | Denominación                                                                      | Itinerario                  |
| ------------- | --------------------------------------------------------------------------------- | --------------------------- |
| A-1075        | De A-348 a la A-92                                                                | Huéchar - Los Navarros      |
| AL-3407       | De la A-1075 en Alhabia a la A-1075 en el Cruce de la Venta del Pino en Alboloduy | Alhabia - Alboloduy         |
| AL-3410       | De la AL-3407 en Las Alcubillas Altas a la A-92                                   | Las Alcubillas Altas - A-92 |

Algunas distancias entre Alboloduy y otras ciudades:
| Ciudades          | Distancia (km) |
| ----------------- | -------------- |
| Almería           | 33             |
| Laujar de Andarax | 43             |
| Granada           | 127            |
| Jaén              | 183            |
| Murcia            | 232            |

### Economía

#### Evolución de la deuda viva municipal
| Gráfica de evolución de la deuda viva del Ayuntamiento de Alboloduy entre 2008 y 2019                                |
| |
| Deuda viva del Ayuntamiento de Alboloduy en miles de euros según datos del Ministerio de Hacienda y Función Pública. |

## Símbolos

### Escudo
El escudo de armas de Alboloduy fue aprobado por el pleno de su ayuntamiento el 16 de julio de 2003 e inscrito en el registro Andaluz de Símbolos de Entidades Locales el 11 de abril de 2004 tiene el siguiente blasón:

Escudo partido. Primer cuartel: En campo de sinople, torre con reloj. Segundo cuartel: Armas de la casa de Castilla, duque de Gor y señor de Alboloduy. Banda de sinople afianzada en sus extremos por dos cabezas de dragones de oro; en el ángulo superior, en campo de gules castillo mazonado de sable con puertas y ventanas aclarado y de azur; en el inferior, en campo de plata, león de gules, coronado de oro. Bordadura en azur con la leyenda del nombre del municipio: Alboloduy. Al timbre, corona real cerrada.
BOJA n.º 84 de 30 de abril de 2004

El primer cuartel muestra el elemento arquitectónico más representativo de la localidad, la torre con el reloj público y en el segundo cuartel aparecen las armas de los infantes de Castilla y los duques de Gor las cuales representan su pertenencia a la misma durante el antiguo régimen y la repoblación cristiana.

### Bandera
La bandera de Alboloduy tiene la siguiente descripción:

La bandera municipal de Alboloduy estará formada por un paño de dimensiones 2:3, compuesta por dos triángulos de igual tamaño unidos por su lado formando un rectángulo, cargando en el centro el escudo municipal, en la proporción de tres a cuatro, como se indica en el decreto núm. 38 de 9 de marzo de 1995. El triángulo superior será de color verde y el inferior rojo. los colores que se han tomado, como áreas cromáticas esenciales del escudo municipal, se han combinado de esta forma para que no sugiera la bandera de otro Concejo y pudiera prestarse a confusión
BOJA n.º 84 de 30 de abril de 2004

## Política

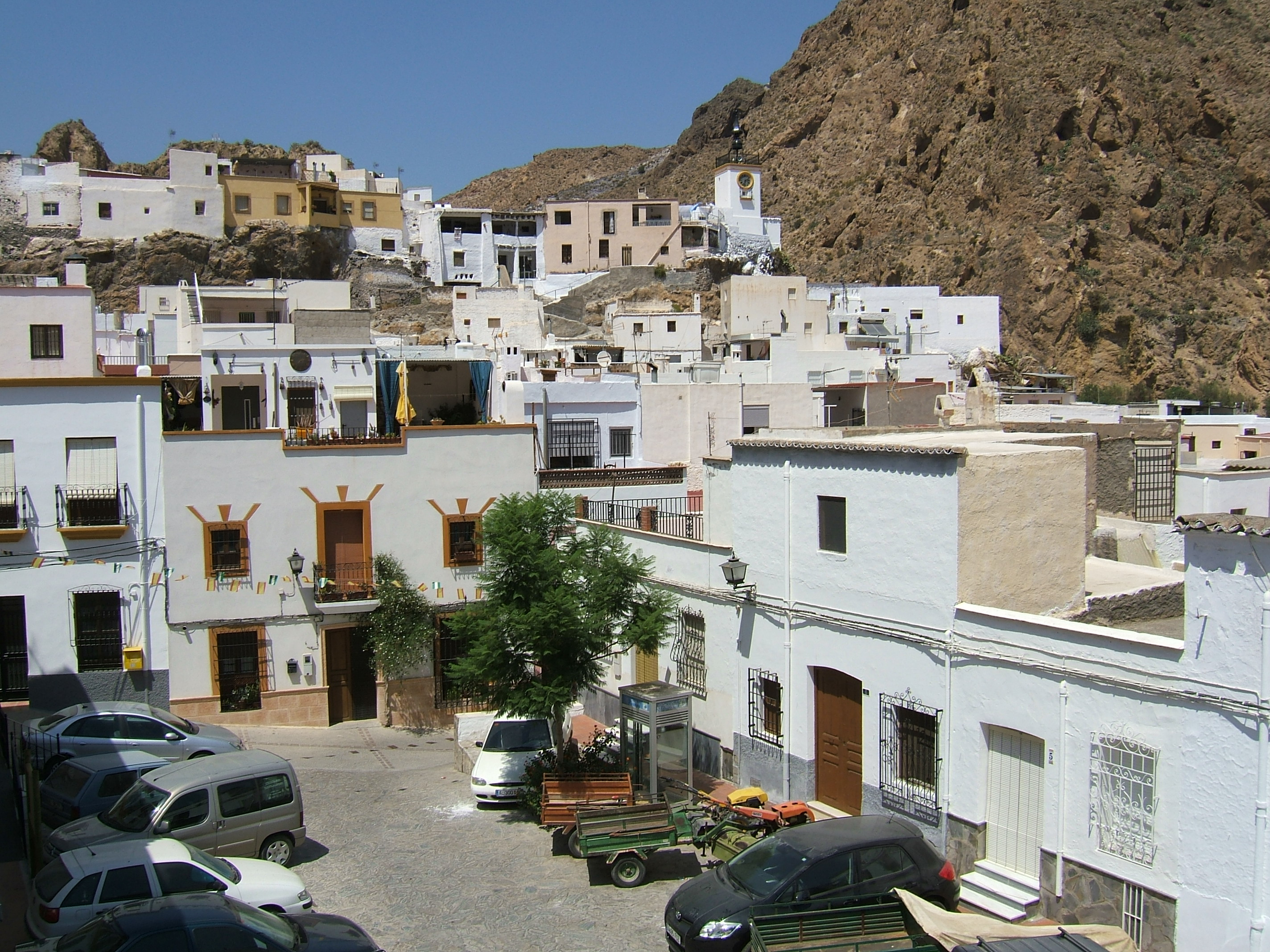
Plaza del Ayuntamiento

Los resultados en Alboloduy de las últimas elecciones municipales, celebradas en mayo de 2023, son:
| Elecciones Municipales - Alboloduy (2023) | Elecciones Municipales - Alboloduy (2023) | Elecciones Municipales - Alboloduy (2023) | Elecciones Municipales - Alboloduy (2023) | Elecciones Municipales - Alboloduy (2023) |
| Partido político                          | Partido político                          | Votos                                     | Votos                                     | Concejales                                |
| ----------------------------------------- | ----------------------------------------- | ----------------------------------------- | ----------------------------------------- | ----------------------------------------- |
|                                           | Partido Popular (PP)                      | 260                                       | 64,35%                                    | 5                                         |
|                                           | Partido Socialista Obrero Español (PSOE)  | 139                                       | 34,40%                                    | 2                                         |

### Alcaldes
| Legislatura | Nombre                                                                         | Grupo     |
| ----------- | ------------------------------------------------------------------------------ | --------- |
| 1979-1983   | Mariano Blanes Paniagua                                                        | UCD       |
| 1983-1987   | Mariano Blanes Paniagua                                                        | AP/PDP/UL |
| 1987-1991   | Francisco Martínez Matarín                                                     | PSOE      |
| 1991-1995   | Francisco Martínez Matarín                                                     | PSOE      |
| 1995-1999   | Francisco Martínez Matarín                                                     | PSOE      |
| 1999-2003   | Francisco Martínez Matarín (1999-2002) Moisés Ruiz Tocón (2002-2003)           | PSOE      |
| 2003-2007   | Antonio Salvador Matarín Guil                                                  | PP        |
| 2007-2011   | Antonio Salvador Matarín Guil                                                  | PdeAL     |
| 2011-2015   | Antonio Salvador Matarín Guil (2011-2013) Sonia María Guil Soriano (2013-2015) | PP        |
| 2015-2019   | Sonia María Guil Soriano                                                       | PP        |
| 2019-2023   | Sonia María Guil Soriano                                                       | PP        |
| 2023-act.   | Sonia María Guil Soriano                                                       | PP        |

## Servicios públicos

### Educación
Existe un colegio rural en Alboloduy, el CPR Azahar, compartido con los municipios de Santa Fe de Mondújar, Bentarique y Terque.

### Sanidad
La localidad cuenta con un consultorio, dependiente del Complejo Hospitalario Torrecárdenas, que da servicio de lunes a viernes.

## Cultura

### Patrimonio

#### Iglesia de San Juan Bautista
Es un edificio de estilo neoclásico cuya construcción se llevó a cabo entre 1792 y 1806. Tiene planta de cruz latina, con los brazos del transepto y una torre adosada. 
La nave tiene bóveda de medio cañón apoyada sobre arcos fajones que se prolonga, pasada la cornisa, hasta el suelo y en el crucero se encuentra una cúpula apoyada sobre pechinas. 
Cuenta con capillas laterales comunicadas entre sí que se abren a la nave mediante arcos de medio punto apoyados en gruesos pilares con moldura plana que señala la línea de imposta. 
Su exterior está formado por muros de mampostería combinados con ladrillo, aunque dichos materiales están ocultos por un enlucido posterior de cal. Su puerta principal es adintelada, coronada por un frontón y enmarcada por dos fajas verticales. La torre cuenta con un vano de medio punto en cada lateral del cuerpo de campanas y tejado a cuatro aguas.

#### Ermita de ánimas

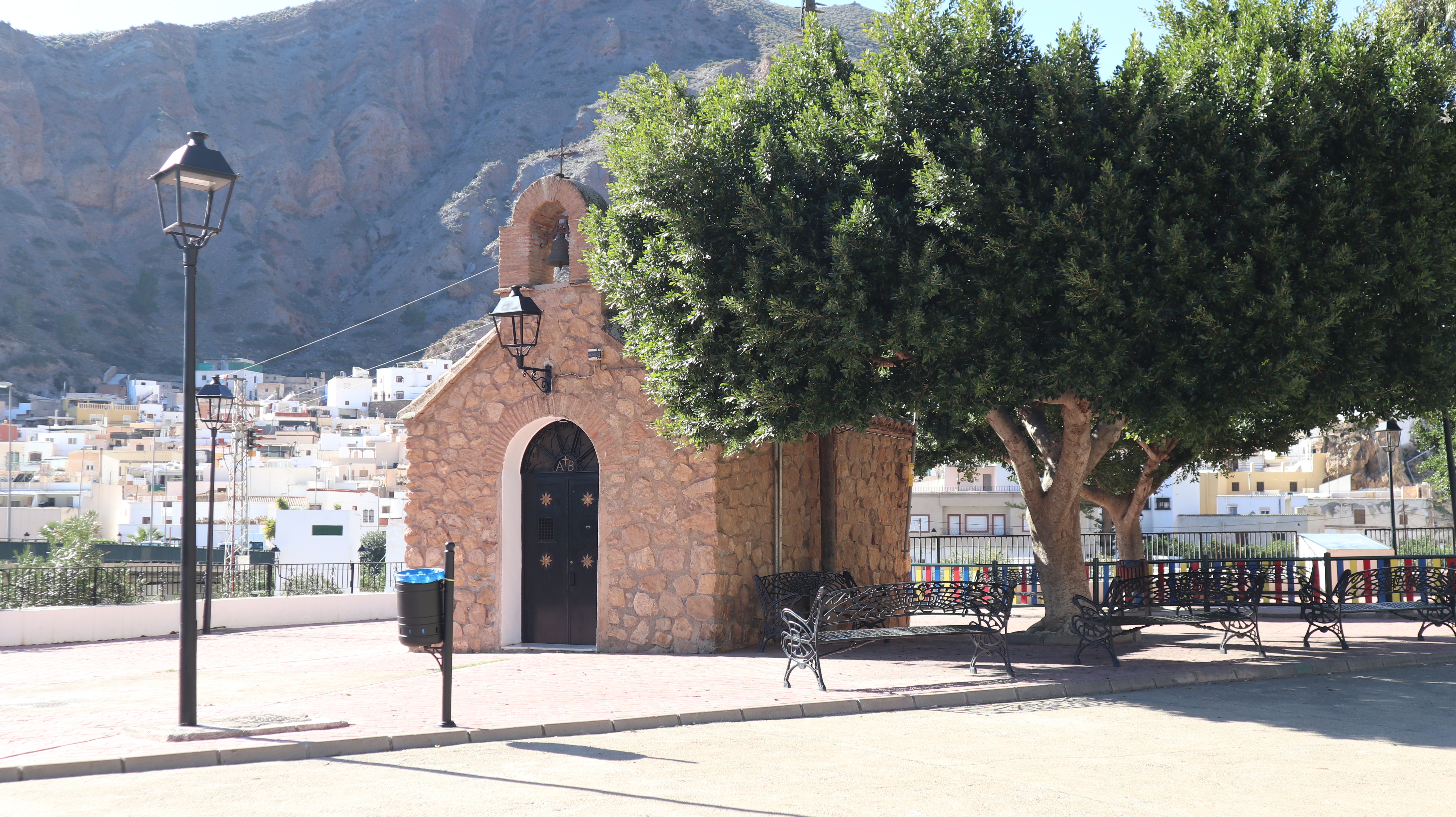

La ermita de ánimas de Alboloduy se encuentra junto al puente de entrada principal al pueblo. De construcción cuadrangular en piedra y mayor tamaño que la mayoría de ermitas de ánimas de la zona, está datada en el año 1955 y sustituye a otra anterior del siglo XVIII que se ubicaba junto a la actual plaza de abastos y que fue derruida para la construcción de un bloque de viviendas de sindicatos. Dado que el por entonces párroco, Enrique Arriaga Agüera, era de origen vasco, ordenó su construcción al estilo del norte peninsular, haciéndola así única. Al igual que otras ermitas similares de la zona, esta presenta forma de qubba. Además, está coronada por una pequeña campana alojada en un arco de ladrillo. Una vez en su interior, se puede distinguir una única nave principal con pequeñas capillas laterales. En el lugar más destacado se ubica una imagen de las Ánimas Benditas siendo rescatadas del Purgatorio, que por su parecido, induce a pensar que comparte autor con la presente en Instinción.